# Куршавские ГЭС
Куршавские гидроэлектростанции — группа ГЭС и ГАЭС на Большом Ставропольском канале, в Карачаево-Черкесии. Состоит из Кубанской ГАЭС, Кубанской ГЭС-1, Кубанской ГЭС-2. Входит в Кубанский каскад ГЭС.

## Общие сведения
Куршавские ГЭС являются головными из ГЭС, расположенных на Большом Ставропольском канале, забирающем воду из р. Кубань для орошения и обводнения земель Ставропольского края. ГЭС используют перепады уровней воды на трассе канала, работают в пиковой части графика нагрузок. ГЭС и ГАЭС Куршавской группы спроектированы институтом «Мособлгидропроект». Куршавские ГЭС входят в состав филиала «Каскад Кубанских ГЭС» ОАО «РусГидро».

## Кубанская ГАЭС
Гидроаккумулирующая электростанция (первая в России), головная ступень каскада, расположена на 47-м километре канала, у пос. Водораздельный Прикубанского района. Мощность — 15,9 МВт, среднегодовая выработка электроэнергии — 10,7 млн кВт·ч. Основная задача — сезонное регулирование в интересах всего каскада ГЭС: в паводковый летний период Кубанская ГЭС заполняет наливное Кубанское водохранилище, вырабатывая электроэнергию, в меженный осенне-зимний период ГАЭС переключается в насосный режим, подавая воду из водохранилища в канал. Построена в 1961—1969 годах.

## Кубанская ГЭС-1
Расположена у посёлка Октябрьский Прикубанского района, на 63-м километре Большого Ставропольского канала. Строительство начато в 1961 году, гидроагрегаты пущены в 1967—1969 годах. Является деривационной гидроэлектростанцией, без каких-либо плотин и водохранилищ, работает по водотоку. Мощность ГЭС — 37 МВт, среднегодовая выработка электроэнергии — 197,3 млн кВт·ч.

## Кубанская ГЭС-2
Расположена у посёлка Ударный Прикубанского района, на 76-м километре Большого Ставропольского канала. Строительство начато в 1961 году, гидроагрегаты пущены в 1967—1969 годах. Является деривационной гидроэлектростанцией с небольшим бассейном суточного регулирования и выравнивающим водохранилищем ниже по течению. Мощность ГЭС — 184 МВт (крупнейшая гидроэлектростанция каскада Кубанских ГЭС), среднегодовая выработка электроэнергии — 582,2 млн кВт·ч.